# Гмиря Сергій Петрович
Сергій Петрович Гмиря (нар. 26 січня 1954, Ворошиловськ, Ворошиловградська область, УРСР, СРСР — 24 жовтня 2013, Київ, Україна) — український політик, член Центрального комітету КПУ, народний депутат Верховної Ради України кількох скликань.

## Біографія
Народився 26 січня 1954 року в місті Ворошиловськ, Ворошиловградська область, УРСР, СРСР (нині місто Алчевськ, Луганська область, Україна). 
Помер 24 жовтня 2013 у місті Київ, Україна. Похований 28 жовтня 2013 на Байковому кладовищі, ділянка № 33. 

### Сім'я
- Батько Гмиря Петро Арсентійович — директор Ворошиловського металургійного комбінату імені Ворошилова;

- мати Гмиря Валентина Петрівна — культпрацівник.
- Був одружений, мав одного сина.

### Освіта
В 1977 році закінчив Донецький державний університет за спеціальністю «історія».

### Наукова діяльність
У 1977–1981 працював вчителем історії у середній школі № 23 м. Комунарська (нині Алчевськ).
З 1981 року — старший лаборант, асистент Комунарського гірничо-металургійного інституту.
З 1985 року — аспірант Донецького державного університету.
З 1988 року — асистент, старший викладач кафедри історії Комунарського гірничо-металургійного інституту.
З 1991 по 1994 рік — доцент кафедри історії та політології Донбаського гірничо-металургійного інституту.

## Політична кар'єра
З липня 1993 року — секретар Алчевського міського комітету КПУ.
З 1994 по 1998 рік — народний депутат України II скликання від КПУ за виборчим округом № 240.
З 1998 по 2002 рік — народний депутат України III скликання від КПУ за виборчим округом № 105.
З 2002 по 2006 рік — народний депутат України IV скликання від КПУ за багатомандатним округом.

## Звання
Кандидат історичних наук.